# Normandie

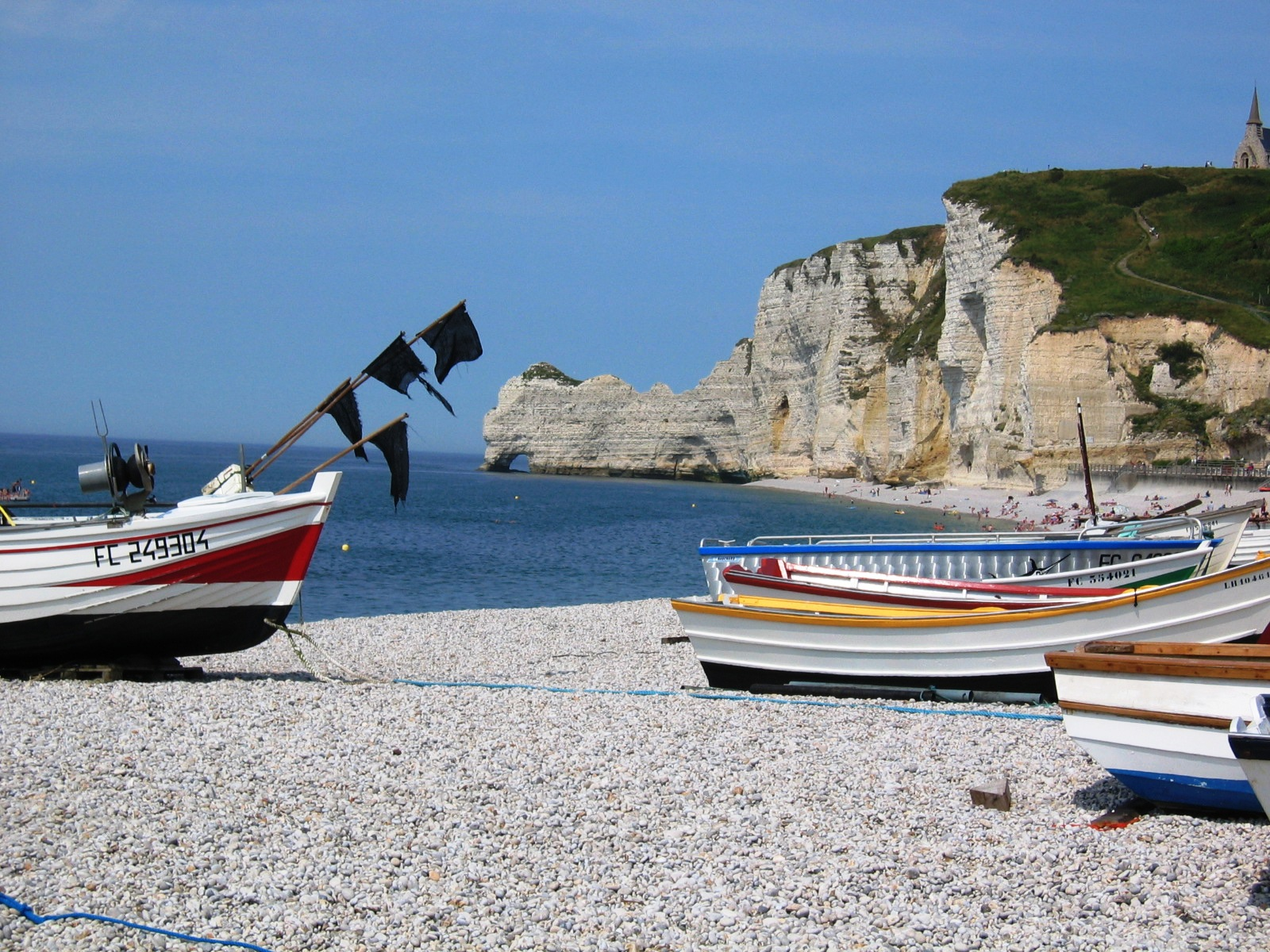
Die Bucht von Étretat

Die Normandie (französisch [nɔʁmãˈdi]) ist eine französische Region. Vorläufer bestehen seit 996 n. Chr. als historische Provinzen im Norden Frankreichs. Das Gebiet gliedert sich in das untere Seinegebiet (die frühere Region Haute-Normandie) nordwestlich von Paris und das Land in Richtung Westen (frühere Region Basse-Normandie) mit der Halbinsel Cotentin.
Zum Herzogtum Normandie gehörten auch die Kanalinseln; heute Kronbesitzungen des britischen Königshauses. Zwischen Pointe de Barfleur und Cap de la Hève erstreckt sich die Baie de Seine, die markanteste Bucht der Normandie. Das Herzogtum begann als Lehen an den Wikingeranführer Rollo („Gånge Rolf“) durch den westfränkischen König Karl (911). Rollos Nachfahren gelang die Eroberung Englands. Die Herzöge der Normandie waren bis 1087, von 1106 bis 1144 und ab 1154 dann auch Könige von England, das Herzogtum Normandie kam während des Hundertjährigen Kriegs unter die Herrschaft der französischen Könige. Mit der Einrichtung der Départements im Gefolge der Französischen Revolution und der Schaffung der zwei Regionen Haute-Normandie und Basse-Normandie 1972 war die Normandie keine politische Einheit mehr, die Frage der Wiedervereinigung der Normandie blieb jedoch auf der politischen Tagesordnung und wurde am 1. Januar 2016 im Zuge der Neuordnung der französischen Regionen vollzogen.
Zur Region Normandie gehören die französischen Départements Calvados (Nr. 14), Eure (27), Manche (50), Orne (61) und Seine-Maritime (76).
In der Normandie leben 3.339.074 Menschen (Stand: 2022). Die größte Stadt der Region ist Le Havre (166.462 Einwohner), gefolgt von der Hauptstadt Rouen (116.331 Einwohner), Caen (108.398 Einwohner) und Cherbourg-en-Cotentin (78.028 Einwohner).

## Geografie

### Geologie

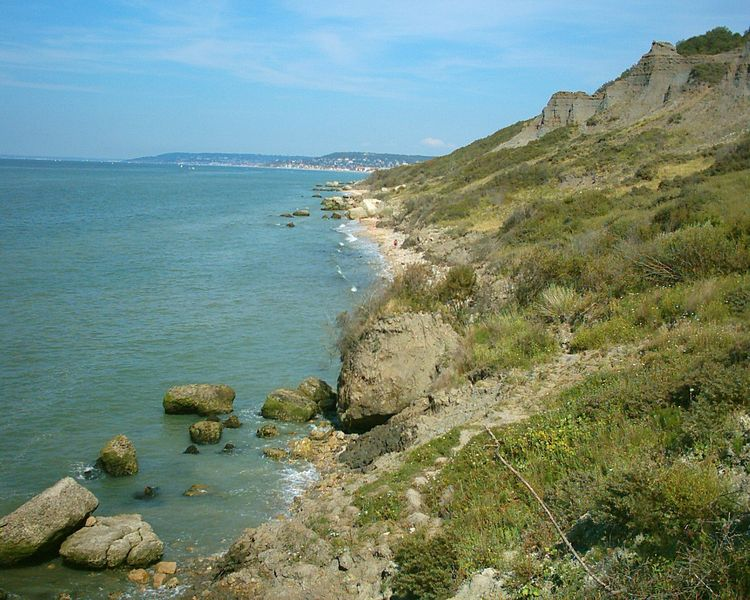
Kliffküste von les Vaches Noires

Die Normandie liegt hauptsächlich im Pariser Becken. Allerdings gehört die Westnormandie zum armorikanischen Massiv.
Die Geologie der Normandie erstreckt sich vom Paläoproterozoikum bis zum Quartär. In Jobourg kommen die ältesten Gesteine Frankreichs zum Aufschluss. Diese mehr als zwei Milliarden Jahre alte Gneise sind auch in der Vogtei Guernsey zu finden. Das Roche d’Oëtre ist eine der malerischsten Landschaften des armorikanischen Massivs. Die Landschaften im armorikanischen Massiv oder im Pariser Becken sind unterschiedlich. An der Grenze zwischen beiden geologischen Einheiten, in Laize-la-Ville bei Caen, sind zwei Diskordanzen zu beobachten: die Cadomische und Variszische Diskordanz. Im Pariser Becken sind zahlreiche Fossilien zu finden. Bayeux hat seinen Namen von Bajocium. Die Kliffküste von les Vaches Noires ist für ihre Fossilien bekannt.

### Verkehrsanbindung

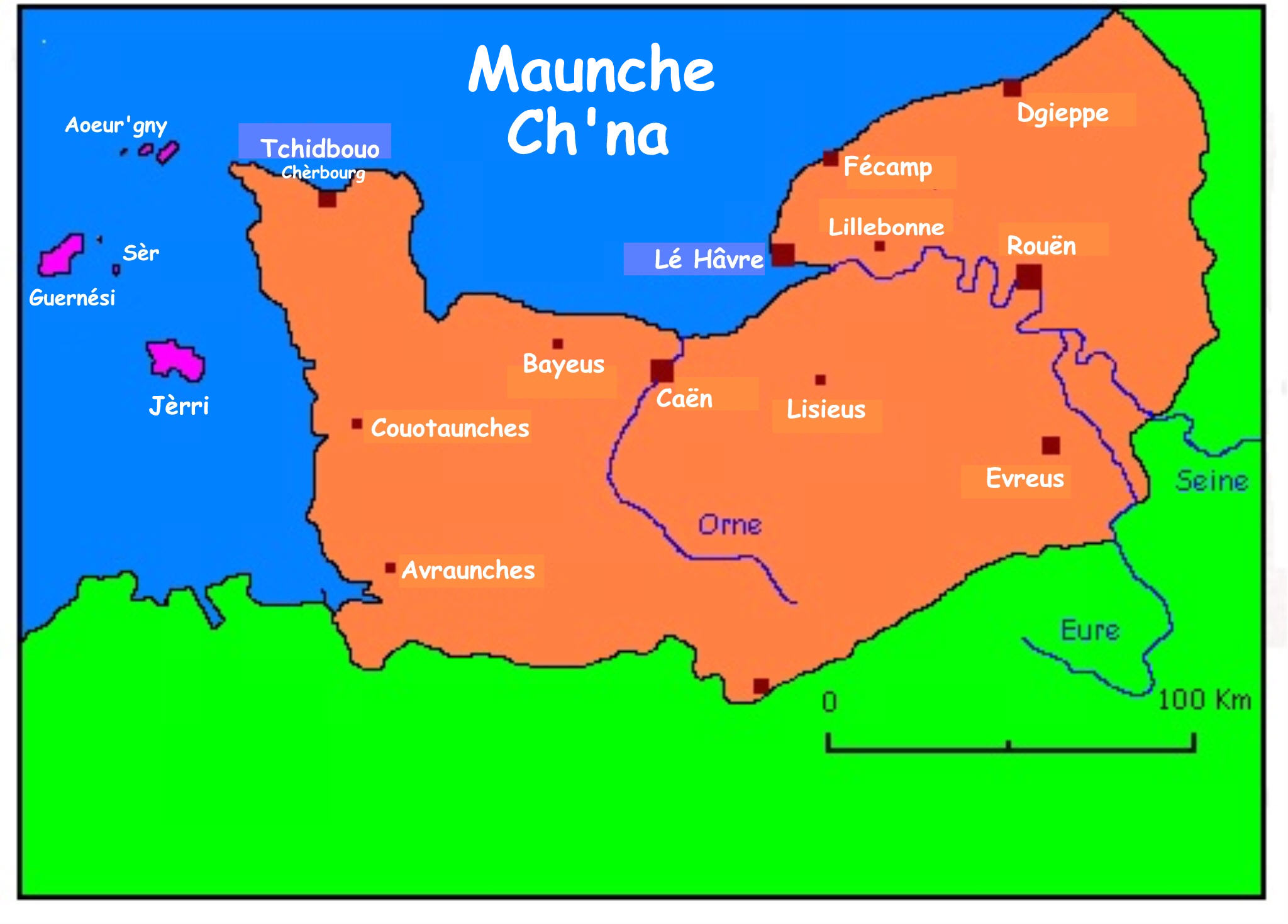
Die Städte mit den normannischen Namen

Die Normandie wird von den Bahnstrecken Paris-Saint-Lazare-Rouen-Le Havre, Paris-Saint-Lazare–Caen–Cherbourg und auch von der Bahnstrecke Paris-Montparnasse–Argentan–Granville durchquert. Die Bahnstrecke Lison–Lamballe verbindet Caen mit Rennes, und somit die Normandie mit der Bretagne. Die Autobahn A13 verbindet Paris über Rouen mit Caen.

### Städte
Die bevölkerungsreichsten Städte der Normandie sind:
| Stadt                    | Einwohner (Jahr) | Département    |
| ------------------------ | ---------------- | -------------- |
| Le Havre                 | 166.462 (2022)   | Seine-Maritime |
| Rouen                    | 116.331 (2022)   | Seine-Maritime |
| Caen                     | 108.398 (2022)   | Calvados       |
| Cherbourg-en-Cotentin    | 78.028 (2022)    | Manche         |
| Évreux                   | 48.335 (2022)    | Eure           |
| Sotteville-lès-Rouen     | 29.039 (2022)    | Seine-Maritime |
| Saint-Étienne-du-Rouvray | 28.653 (2022)    | Seine-Maritime |
| Dieppe                   | 28.599 (2022)    | Seine-Maritime |
| Le Grand-Quevilly        | 25.954 (2022)    | Seine-Maritime |
| Alençon                  | 25.667 (2022)    | Orne           |

## Geschichte

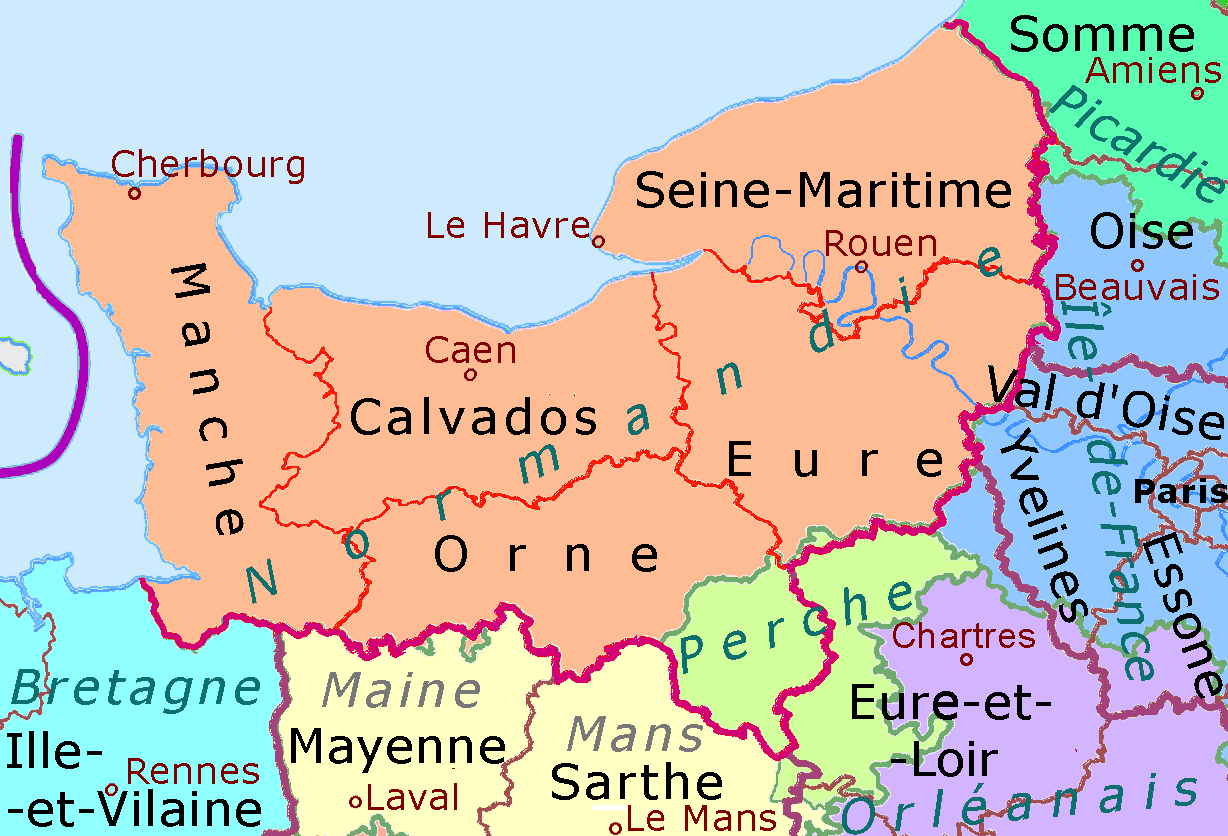
Die Region Normandie und angrenzende Départements vor dem Hintergrund der gleichnamigen Provinz des Ancien Régime (Provinznamen kursiv)

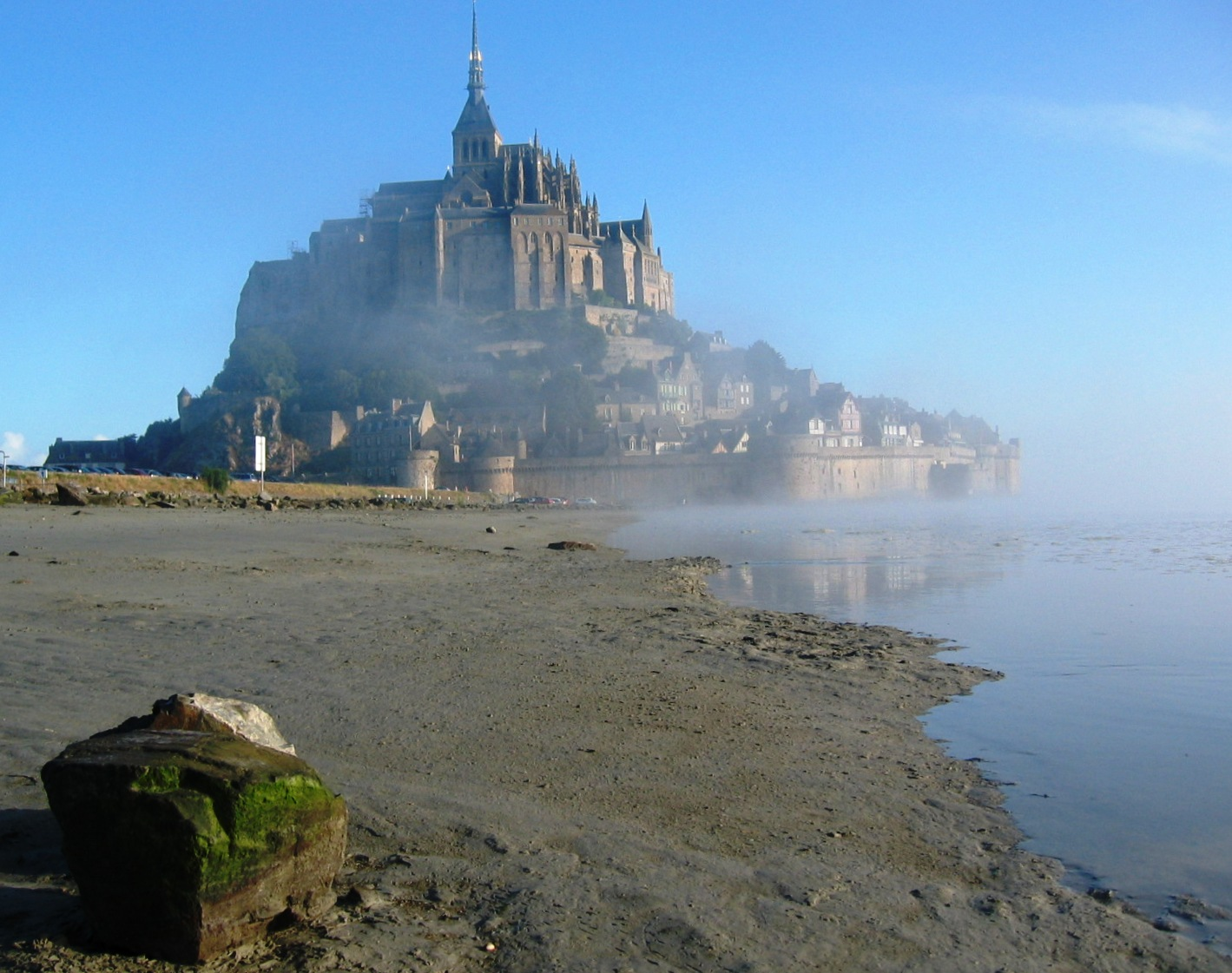
Klosterberg Mont-Saint-Michel

Zwischen 58 und 51 v. Chr. eroberte Gaius Iulius Caesar die Region und nannte das Gebiet Lugdunensis secunda. Als erste Städte entstanden Constantia, Augusta und Rotomagus. Ab dem späten 4. Jahrhundert gehörten die befestigten Städte und Kastelle an der Küste zum Limes der sog. Sachsenküste, dessen Besatzungen unter dem Befehl eines Dux tractus Armoricani et Nervicani standen. Gregor von Tours erwähnt für die 2. Hälfte des 5. Jahrhunderts die Niederlassung von Sachsen um Augustodurum in der heutigen Normandie. 486/87 siegten die Franken unter dem Merowinger Chlodwig über den letzten gallo-römischen Heerführer Syagrius und besetzten die gallischen Gebiete nördlich der Loire. Chlodwig gründete in Rouen einen Bischofssitz. Im 7. und 8. Jahrhundert kam es zu Klostergründungen in Jumièges, St. Quen und St. Wandrille. 709 gründete der Bischof von Avranches das Kloster auf dem Mont-Saint-Michel. 
Im Jahre 841 wurde Rouen von den Normannen gebrandschatzt.
Zu ihrem heutigen Namen kam die Normandie im Mittelalter als Heimstatt der Normannen, die sich als Volksstamm aus einheimischen „französischen“ Bewohnern und hinzugekommenen Wikingern gebildet hatten. Nach Ausweis der Sprach- und Ortsnamenforschung stammte die Mehrzahl der ansässig gewordenen Wikinger aus Dänemark, ein kleinerer Teil aus Norwegen. Es ist anzunehmen, dass deren Frauen fast sämtlich aus der ansässigen heimischen Bevölkerung stammten.
Die Geschichte des Herzogtums Normandie begann, als der vermutlich aus Norwegen stammende Wikingerjarl Rollo (Gånge Rolf), der das Gebiet der Seine um Paris verwüstet hatte, im Vertrag von Saint-Clair-sur-Epte von Karl dem Einfältigen die Normandie mit der Grafschaft Rouen im Zentrum als Lehen zugesprochen bekam (911). Er wurde so in den westfränkischen „Staat“ eingebunden und sollte die Normandie gegen weitere Überfälle von außen kommender Wikinger verteidigen (seine Aufmerksamkeit vom Binnenland zur Küste verlagern).
Rollos Nachfahr Wilhelm, Herzog der Normandie, gelang 1066 die Eroberung Englands, was ihm den Beinamen „der Eroberer“ einbrachte. Er ließ sich daraufhin zum König von England krönen. Die Herzöge der Normandie blieben bis 1087 und waren von 1106 bis 1144 und ab 1154 auch Könige von England, ehe die Normandie 1204 während eines Krieges vom französischen König Philipp II. erobert wurde. Während des Hundertjährigen Kriegs (1337–1453) war sie von 1346 bis 1360 und nochmals von 1415 bis 1450 von englischen Truppen besetzt.
Während des Zweiten Weltkriegs war die Normandie von der deutschen Wehrmacht besetzt. Die Küste der Basse-Normandie diente den West-Alliierten als Landungszone für die lange geplante Eröffnung der zweiten Front gegen Nazi-Deutschland. Die nun folgende Invasion Operation Overlord, begann in der Nacht auf den 6. Juni 1944 mit einer beachtlichen Armee aller drei See-, Heeres- und Luftstreitkräfte. Vor allem Caen litt sehr unter den Kämpfen. Nachdem die United States Army, die Briten, Kanadier, Polen und französische Truppen anderthalb Monate lang die deutschen Verbände mühsam von der Küste weg ins Landesinnere zurück drängten, um sie im Kessel von Falaise vernichten zu können, brachen Reste der geschlagenen deutschen Armeen am 25. Juli 1944 aus dem Kessel in östliche Richtung Paris aus. Im Zuge nachrückender alliierter Truppen wurde schließlich 30 Tage später die Befreiung von Paris (25. August 1944) möglich und nach neun Monaten endlich ganz Westeuropa.

## Wappen und Flagge der historischen Provinz
Wilhelm der Eroberer soll eine Fahne von Papst Alexander II. erhalten haben. Sie findet sich auf dem Teppich von Bayeux. Es sollte ein Zeichen päpstlichen Schutzes sein und war weder an den Herzog noch an das Herzogtum geknüpft. Es wird aber vermutet, dass Wilhelm der Eroberer tatsächlich eine Fahne benutzte. Sie soll weiß und mit einem blau gerandeten Goldkreuz versehen gewesen sein.
Ein Wappen für die Normandie wurde erst zur Zeit der Kreuzzüge und der Herrschaft der Plantagenêt eingeführt. Dieses Wappen war ursprünglich ein blauer Schild mit sechs goldenen Leoparden gewesen. Es wurde in einen roten Schild mit drei goldenen Leoparden, das Wappen von Richard Löwenherz, geändert. Nach 1204 wurden die Leoparden auf zwei reduziert und sechs Jahrhunderte blieb dies das Wappen der Normandie, bis anlässlich der bevorstehenden 1000-Jahr-Feier der Normandie sich der so genannte „Leopardenstreit“ entzündete.

### Der Leopardenstreit
Viele lokale Dichter und einige Historiker, vor allem aber Lokalpatrioten, sahen den Schild mit drei Leoparden als das eigentliche Wappen der Normandie an. Es war das Wappen, das auch auf Guernsey und Jersey in Gebrauch ist. Dieses sollte auch an die anglo-normannischen Herzöge und Könige als Schöpfer des modernen Englands anknüpfen. Sie sahen das Wappen mit nur zwei Leoparden als eine Folge der Eroberung der Normandie durch die Zentralmacht in Paris an. Die drei Leoparden waren unbestreitbar ein Ausdruck des Stolzes und des Wunsches nach Autonomie. Gegenwärtig ist diese Version im Bereich der Halbinsel Cotentin bevorzugt. Der Streit um die Zahl der Leoparden ist im Laufe des 20. Jahrhunderts versandet.

### Der Flaggenvorschlag 1920
Um den Streit um die Zahl der Leoparden zu umgehen, starteten Lokalpatrioten eine Kampagne für eine eigene normannische Flagge. Sie begann in den 1920er Jahren mit einem Artikel im Bulletin des Normands de Paris. Professor Jean Adigard Des Gautries, ein Experte für Namenforschung für Skandinavien und die Normandie, befürwortete eine besondere Flagge, da Wappen und Flagge unterschiedliche Funktionen hätten. Die drei Leoparden sollten nur als Banner verwendet werden. Der Vorschlag fand keine breite Zustimmung, da die Patrioten zu sehr an den Leoparden hingen. Die Diskussion kam 1954 erneut auf. Diesmal waren es junge Leute um die Zeitschrift Viking, die von 1949 bis 1958 erschien. Dort wurde auf die unterschiedlichen Fahnen der Normandie-Regimente im Ancien Régime mit verschiedenen Farbkombinationen um ein weißes Kreuz herum hingewiesen, die aber wegen der monarchischen Tendenz und dem Mangel an Akzeptanz im Volk nicht weitergeführt werden konnten.
Der erste Vorschlag bestand in einer roten Fahne mit einem gelben skandinavischen Kreuz und auf der Rückseite mit zwei oder drei Leoparden. In Cherbourg wurde sie in der Wiking-Woche von 1955 gezeigt, sogar auf dem Rathaus wehte sie. Aber sie setzte sich trotz eifrigen Bemühens der Zeitung Viking nicht durch. Ein Grund war, dass sie der Signalflagge „R“ des internationalen Flaggenalphabets glich. Ein weiterer Grund war, dass diese Flagge während des Dritten Reichs von der norwegischen 'Nationalen Sammlung' der Quisling-Regierung verwendet worden war. Der dritte Grund war, dass die Separatistenbewegung, die Schonen von Schweden hatte lösen wollen, diese Fahne verwendet hatte. Die Verwendung dieser Fahne hätte die erstrebten guten Beziehungen zu den skandinavischen Ländern belasten können. Als vierter Grund wird angeführt, dass diese Fahne 1917 auch von der finnischen Unabhängigkeitsbewegung geführt worden und somit mit der finnischen Geschichte verknüpft war.

### St.-Olavs-Flagge
Vor diesem Hintergrund wurde 1974 ein neuer Flaggenvorschlag ausgearbeitet. Sie sollte an Olav den Heiligen erinnern, der in Rouen getauft worden war. Es handelte sich um das rote, gelb umrandete skandinavische Kreuz auf rotem Tuch. Es wurde von der Association française d’études internationale de vexillologie gut geheißen und in die Bücher Flags Through the Ages and Across the World von Whitney Smith (1975) und World Encyclopedia of Flags von Alfred Znamierowski (1999) sowie in andere zahlreiche vexillologische Abhandlungen aufgenommen. Einige Patrioten mochten allerdings von den Leoparden nicht lassen und setzten sie ins obere Liek. Auch in dieser Form ist sie verbreitet, insbesondere auf Aufklebern. Die Stadt Falaise verwendet sie als Fahne. Offiziell ist diese Flagge aber nie geworden.

Flagge
Wappen
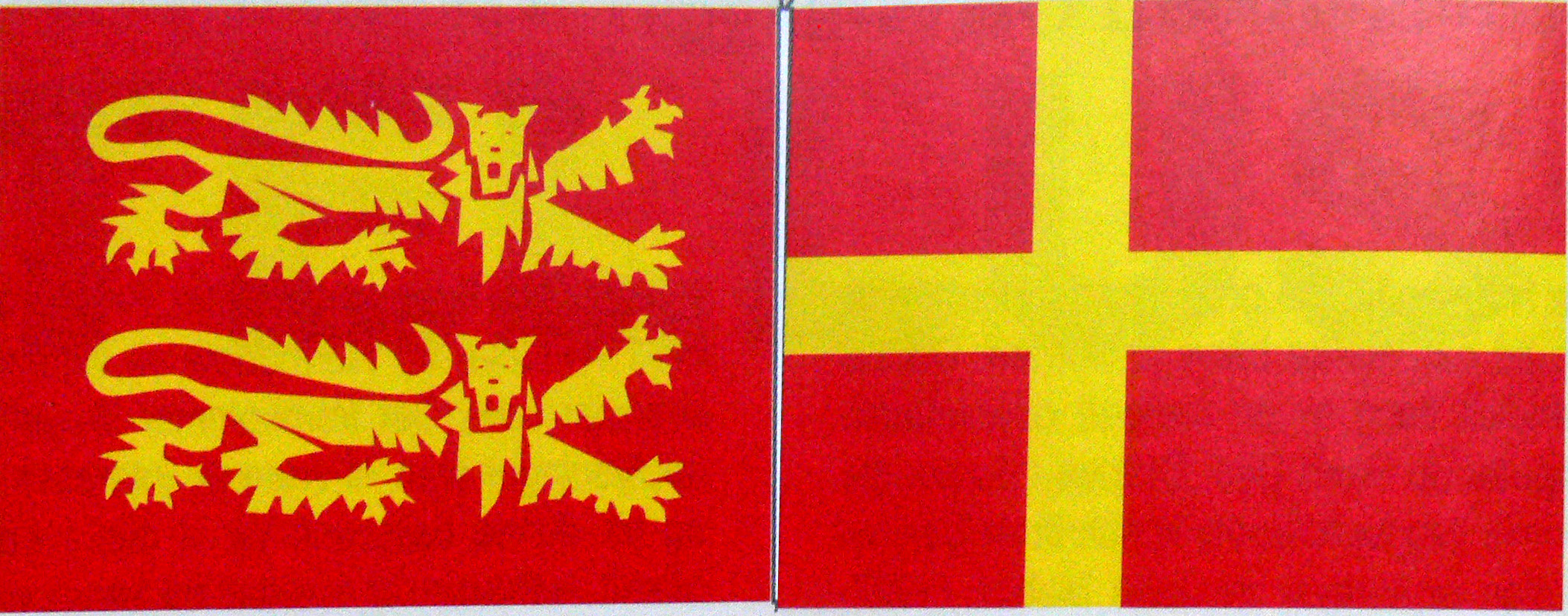
Erster Flaggenvorschlag mit Leoparden auf der Rückseite
St.-Olavs-Flagge
Flagge der Stadt Falaise

## Politik

### Politische Gliederung
Die Region Normandie untergliedert sich in fünf Départements:
| OZ  | = Ordnungszahl des Départements | Arr.  | = Anzahl der Arrondissements  | Gem. | = Anzahl der Gemeinden |
| W   | = Wappen des Départements       | Kant. | = Anzahl der Kantone          |      |                        |
| ISO | = ISO-3166-2-Code               | G.V.  | = Anzahl der Gemeindeverbände |      |                        |

| OZ     | W                                      | Département    | Präfektur | ISO    | Arr. | G.V. | Kant. | Gem.  | Einwohner 1. Januar 2022 | Fläche (km²) | Dichte (Einw./km²) |
| ------ | -------------------------------------- | -------------- | --------- | ------ | ---- | ---- | ----- | ----- | ------------------------ | ------------ | ------------------ |
| 14     | Wappen des Départements Calvados       | Calvados       | Caen      | FR-14  | 4    | 16   | 25    | 526   | 704.605                  | 5.534,47     | 127                |
| 27     | Wappen des Départements Eure           | Eure           | Évreux    | FR-27  | 3    | 15   | 23    | 585   | 601.305                  | 6.039,85     | 100                |
| 50     | Wappen des Départements Manche         | Manche         | Saint-Lô  | FR-50  | 4    | 8    | 27    | 445   | 496.815                  | 5.951,47     | 83                 |
| 61     | Wappen des Départements Orne           | Orne           | Alençon   | FR-61  | 3    | 16   | 21    | 381   | 276.144                  | 6.103,38     | 45                 |
| 76     | Wappen des Départements Seine-Maritime | Seine-Maritime | Rouen     | FR-76  | 3    | 19   | 35    | 707   | 1.260.205                | 6.277,86     | 201                |
| Gesamt | Gesamt                                 | Gesamt         | Gesamt    | Gesamt | 17   | 70   | 131   | 2.644 | 3.339.074                | 30.149,17    | 111                |

|  |  |  |

### Regionalrat
Ergebnis der Wahl des Regionalrats vom 13. Dezember 2015:
- Liste Hervé Morin (Union de la Droite aus LR und UDI): 36,42 % = 495.556 Stimmen, 54 Sitze
- Liste Nicolas Mayer-Rossignol (Union de la Gauche aus PS, PRG, EELV und FG): 36,08 % = 490.847 Stimmen, 27 Sitze
- Liste Nicolas Bay (FN): 27,50 % = 374.142 Stimmen, 21 Sitze

## Archäologie in der Normandie

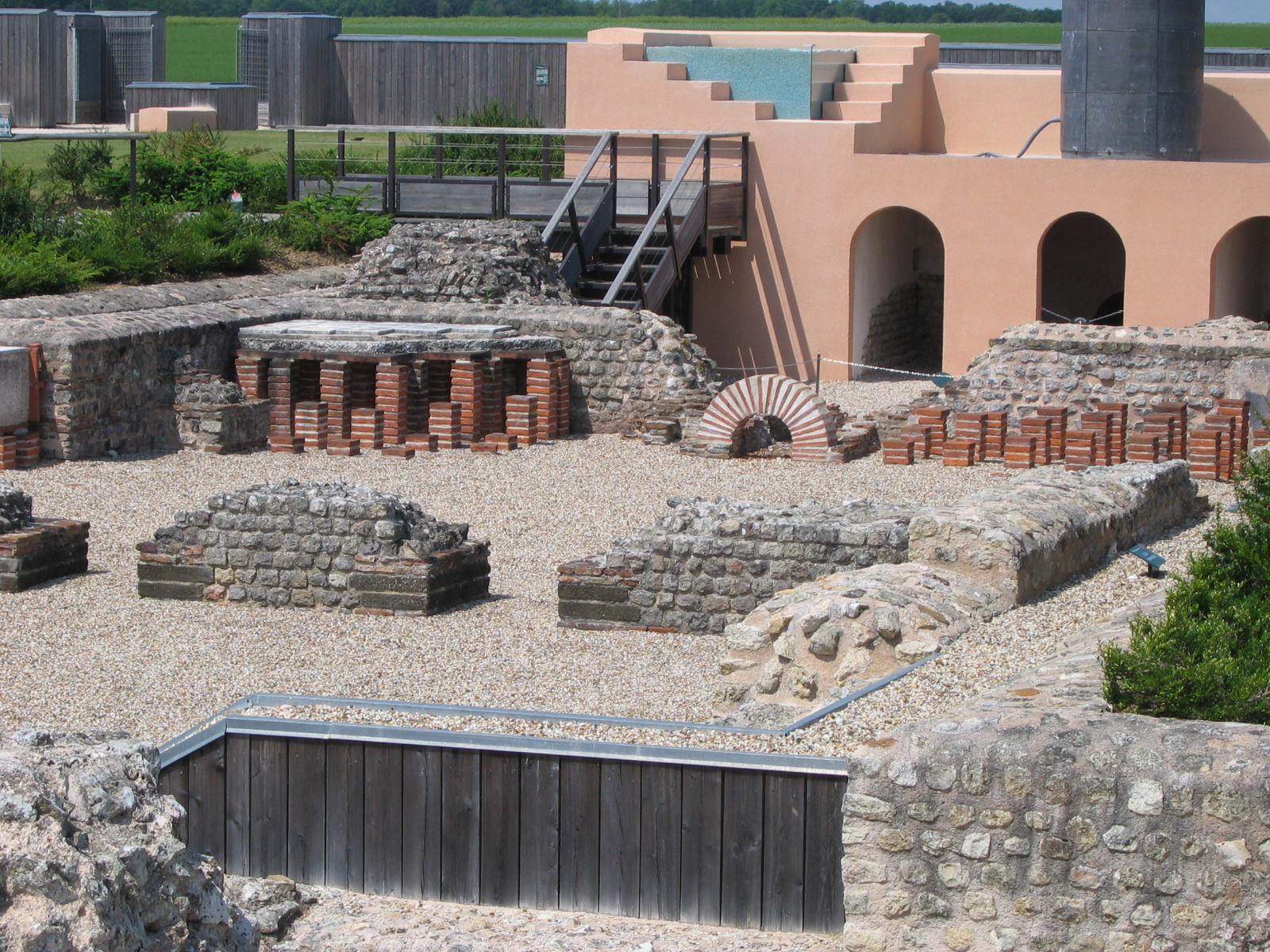
Thermen von Gisacum in Le Vieil-Évreux

In neuen Publikationen über die megalithischen Ursprünge, die in Nordwestfrankreich zuerst erfolgten, findet innerhalb der französischen Archäologie eine Debatte statt. Die „Pariser Schule“ stellt den Einfluss der Bandkeramik über die Kulturen von La Hoguette und Cerny heraus, während die „atlantische Schule“ die Betonung auf Entwicklungen entlang der atlantischen Fassade mit ihren beeindruckenden Warengruppen in den Vordergrund stellt. In einem Alternativmodell werden abermals Formen der Interaktion zwischen Leuten der Jungsteinzeit und dem Mesolithikum in verschiedenen Regionen betont.
Die erste archäologische Ausgrabung in Frankreich fand bereits im Jahre 1685 in Houlbec-Cocherel im Département Eure in der Normandie statt. Erste Veröffentlichungen mit archäologischen Themen aus der Region stammen von Charles Alexis Adrien Duhérissier de Gerville (1769–1853) aus Gerville-la-Forêt, der im Jahre 1818 den Begriff Romanik einführte.
Als Vater der normannischen Archäologie gilt Arcisse de Caumont (1801–1873). Er gründete im Jahre 1823 die Société Linnéenne de Normandie (die nach Carl von Linné benannte französische Gesellschaft für Naturkunde) und 1833 eine Gesellschaft zur Erhaltung von Denkmälern. Ein Gymnasium und eine Straße in seiner Heimatstadt Caen tragen seinen Namen, und in Bayeux wurde ihm ein Denkmal gesetzt.
Ein weiterer Vertreter der normannischen Archäologie war Jean Désiré Benedikt Cochet (1812–1870), bekannt als L’Abbe Cochet. Er war gemeinsam mit dem Amateurarchäologen Jacques Boucher de Perthes ein Begründer der wissenschaftlichen Archäologie in Frankreich.
Der in Valognes (Département Manche) geborene Léopold Victor Delisle (1826–1910) war ein Handschriftenforscher und Historiker, der als Leiter der Nationalbibliothek deren Bestand enorm erweiterte und Themen aus der Normandie aufgriff. Léon Coutil (1856–1943) beschäftigte sich in Les Casques Proto-Etrusques, Etrusques et Gaulois mit gallischen und etruskischen Themen.
Michel de Boüard (1909–1989) war Historiker und Mittelalterarchäologe sowie Dekan der philosophischen Fakultät in Caen.

## Gastronomie

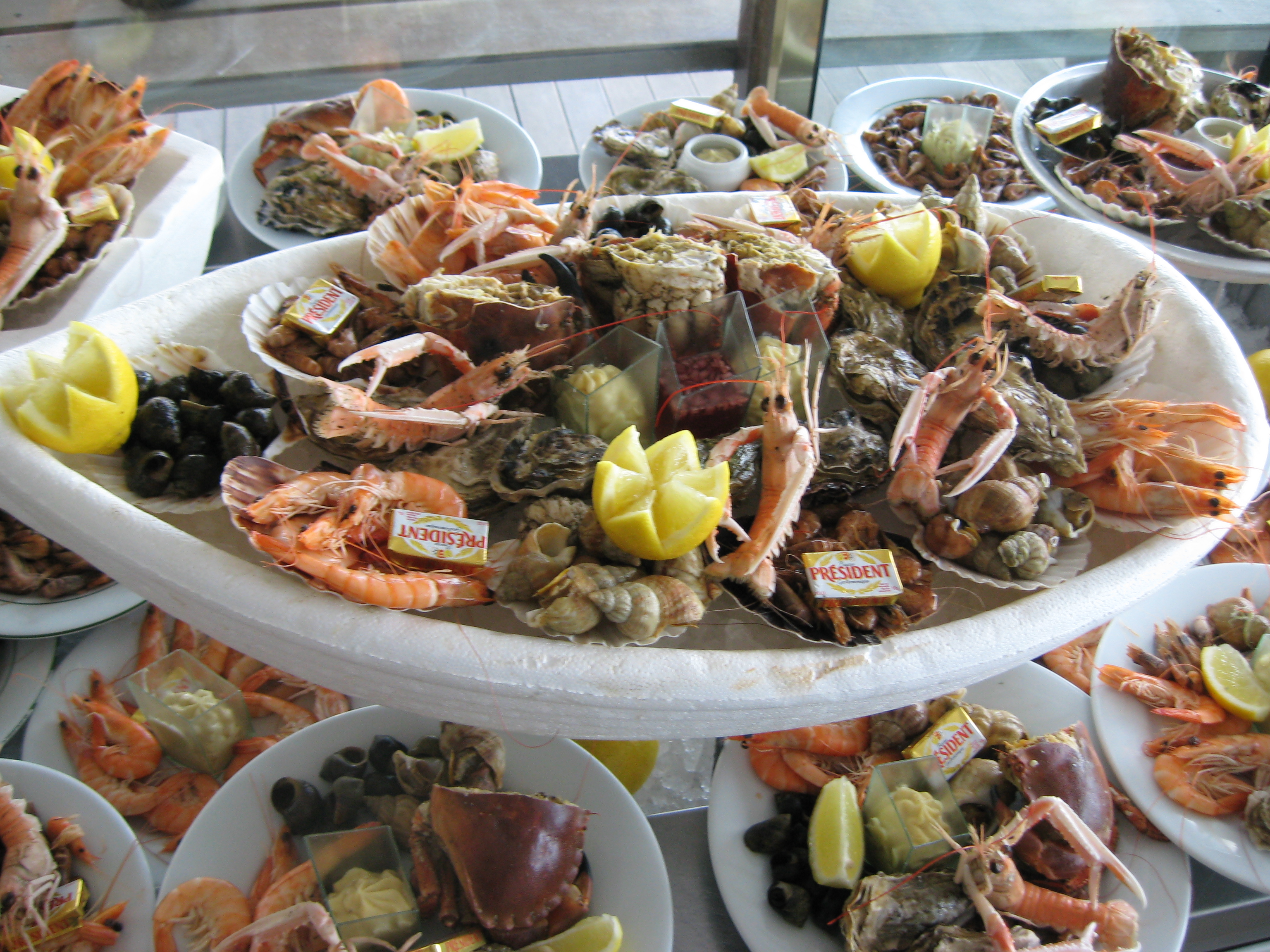
Meeresfrüchte in der Gastronomie von Étretat

Die drei großen C stehen für die normannische Küche: Cidre, Calvados und Camembert. Das milde und feuchte Klima bietet ideale Voraussetzungen für die Viehhaltung sowie für den Anbau von Äpfeln. Schätzungen gehen davon aus, dass in der Region etwa zehn Millionen Apfelbäume stehen, die von Mitte April bis Mitte Mai blühen. Der Apfelschaumwein Cidre wird nicht nur als Getränk genossen, sondern auch zum Kochen verwendet, zum Beispiel für die Herstellung von Normannischer Sauce oder Tripes à la mode de Caen (Kutteln auf Caener Art). Calvados ist ein Apfelbrandwein. Camembert ist nicht die einzige in der Normandie beheimatete Käsesorte. Livarot, Pont-l’Évêque und Neufchâtel sowie einige neuere Käsesorten (z. B. Boursin, Le Coutances) stammen ebenfalls aus der Normandie.
Ebenfalls typisch ist die großzügige Verwendung von Crème fraîche, die wie die Käseerzeugung auf die verbreitete Milchwirtschaft zurückgeht. Fleischgerichte wie Steak normand, Fisch oder die Moules frites (Muscheln mit Pommes frites) werden à la crème serviert. Beurre d’Isigny (Butter aus Isigny-sur-Mer) und Crème d’Isigny (Sahne aus Isigny-sur-Mer) gibt es seit dem 16. Jahrhundert. Seit 1986 tragen sie die kontrollierte Herkunftsbezeichnung (Appellation d’Origine Contrôlée, AOC) Isigny-Sainte-Mère und seit 1993 die geschützte Herkunftsbezeichnung Appellation d’origine protégée (AOP). Aus Isigny stammen ebenfalls die Karamellbonbons Caramels d’Isigny, die unter großzügiger Verwendung von Sahne hergestellt werden und ebenfalls durch eine kontrollierte Herkunftsbezeichnung geschützt sind.
Darüber hinaus werden insbesondere die touristisch erschlossenen Küstenorte der Normandie ganzjährig unter anderem wegen ihrer frischen Meeresfrüchte, Austern, Miesmuscheln à la Crème und à la Normande sowie der Fischspezialitäten von Feinschmeckern aus dem französischen Hinterland sowie ausländischen Urlaubern aufgesucht.

## Die Normandie als Reiseziel
Bereits Anfang des 19. Jahrhunderts entwickelte sich die Normandie zu einem beliebten Reiseziel. Als Napoleon die Hafenstadt Dieppe gemeinsam mit seiner Gattin Marie-Louise von Österreich besuchte, war Dieppe schon ein populärer Urlaubsort der britischen High Society. Hortense de Beauharnais und die Herzogin von Berry, Marie Caroline, machten Dieppe kurz darauf zum ersten Seebad Frankreichs. Vor allem waren sie von den romantischen Burgen und Abteien begeistert sowie von der Möglichkeit, auf den Spuren ihrer Ahnen zu wandeln. Stendhal prägte daraufhin das Wort Tourismus, und William Turner illustrierte den ersten Reiseführer Romantic Normandy, der 1828 in zwei Bänden erschien.
Besondere touristische Attraktionen sind der sagenumwobene Mont-Saint-Michel und der weltberühmte Teppich von Bayeux. Weitere Sehenswürdigkeiten sind Haus und Garten des Impressionisten Claude Monet in Giverny, die weißen Kreidefelsen von Étretat und die Landungsküste, an der die alliierten Truppen am 6. Juni 1944, am sogenannten D-Day, landeten. La Cité de la Mer ist ein in Cherbourg gelegenes Museum, das dem Meer gewidmet ist. Die direkt aneinander angrenzenden Orte Deauville und Trouville-sur-Mer sind wiederum beliebte Seebäder. Für christliche Pilger haben wiederum die Geburts- und Sterbeorte der hl. Therese von Lisieux, Alençon und Lisieux, sowie Rouen als Ort des Martyriums der hl. Johanna von Orléans besondere Anziehungskraft.

Die meisten ausländischen Touristen kommen aus England (2012: 791.330 Übernachtungen), Niederlande (2012: 628.661 Übernachtungen), Belgien (2012: 393.383 Übernachtungen) und Deutschland (2012: 330.270 Übernachtungen). Der Tourismusverband der Normandie hat seinen Sitz in Évreux.

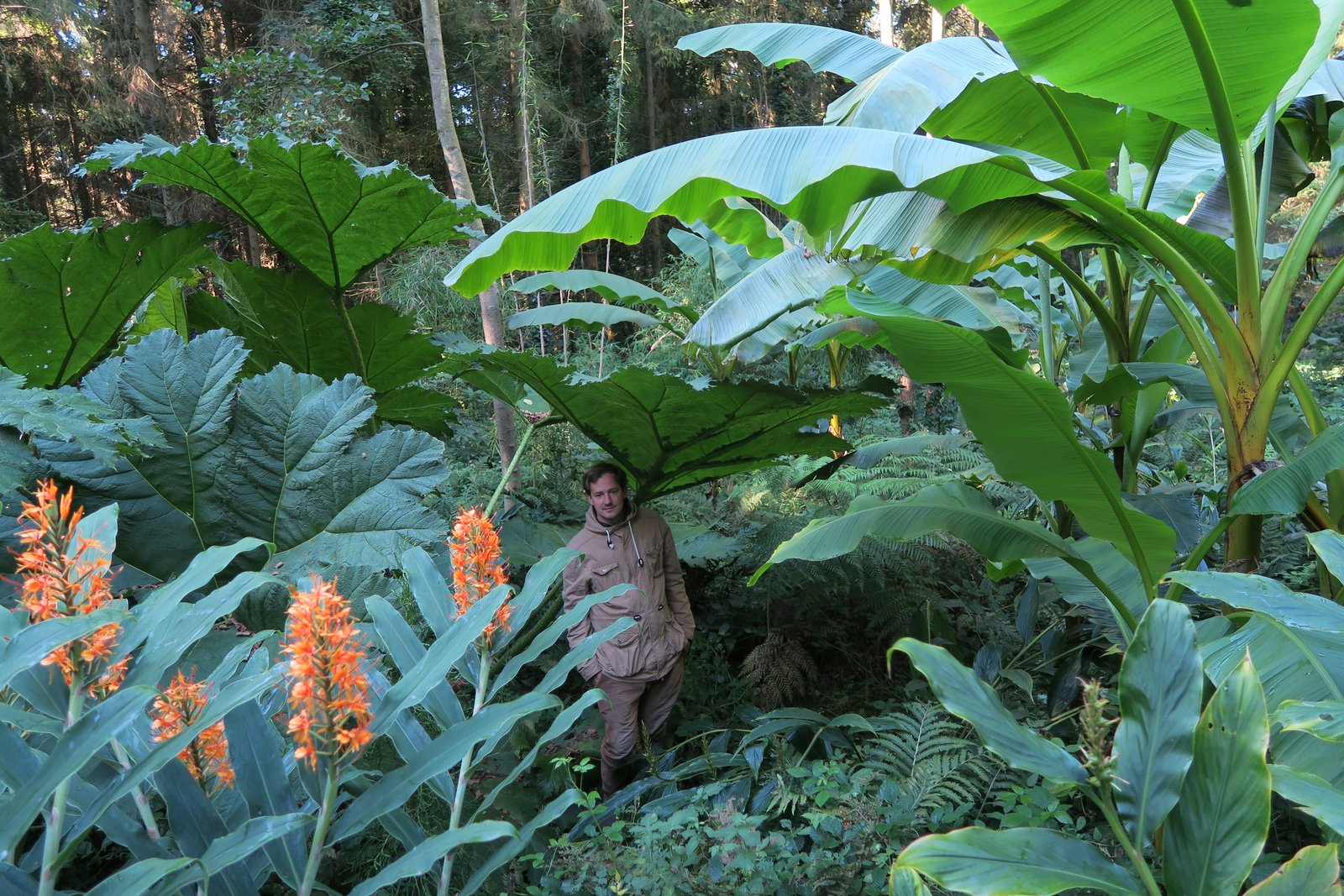
Der Jardin jungle
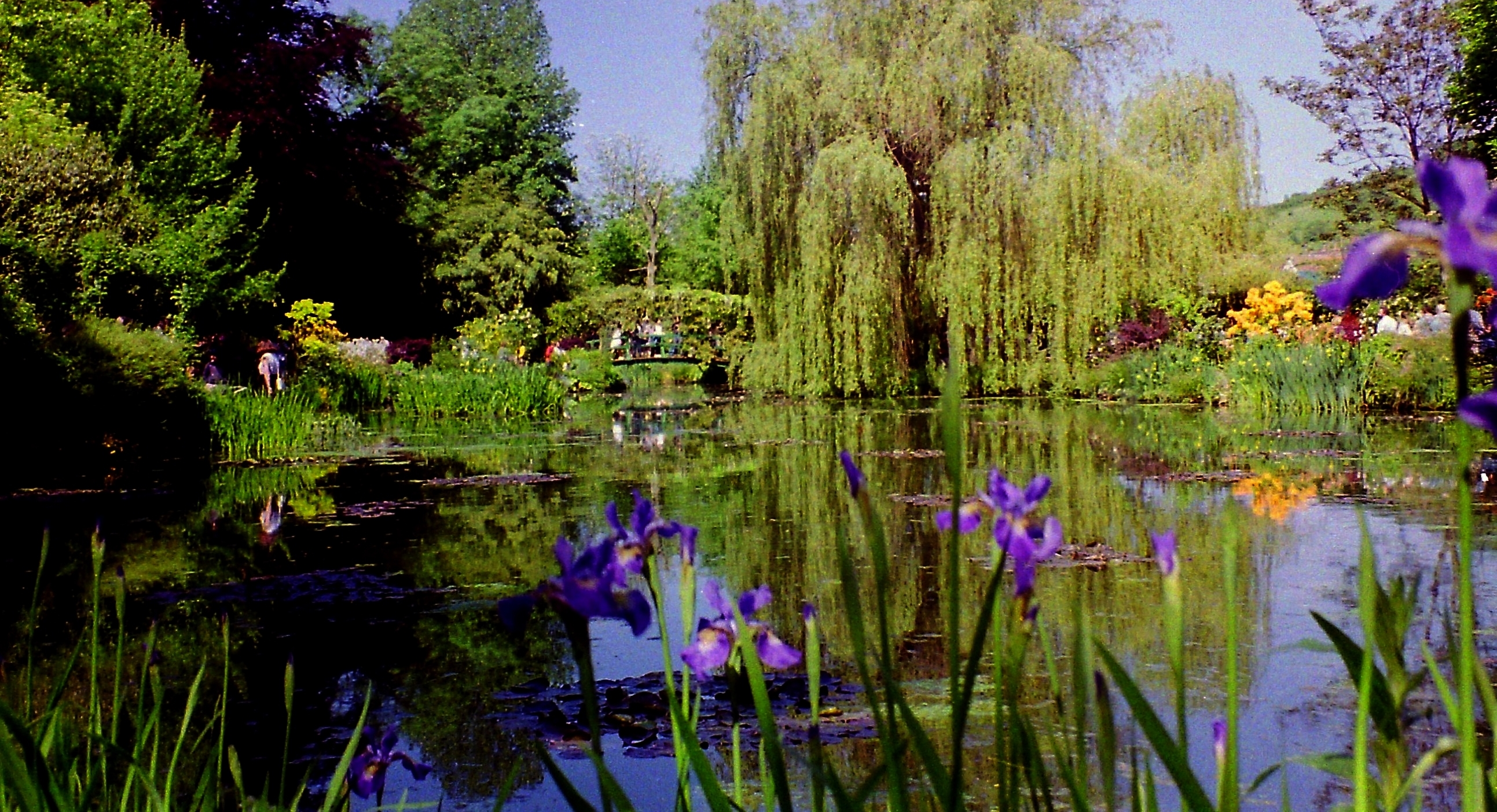
Haus und Garten Claude Monet
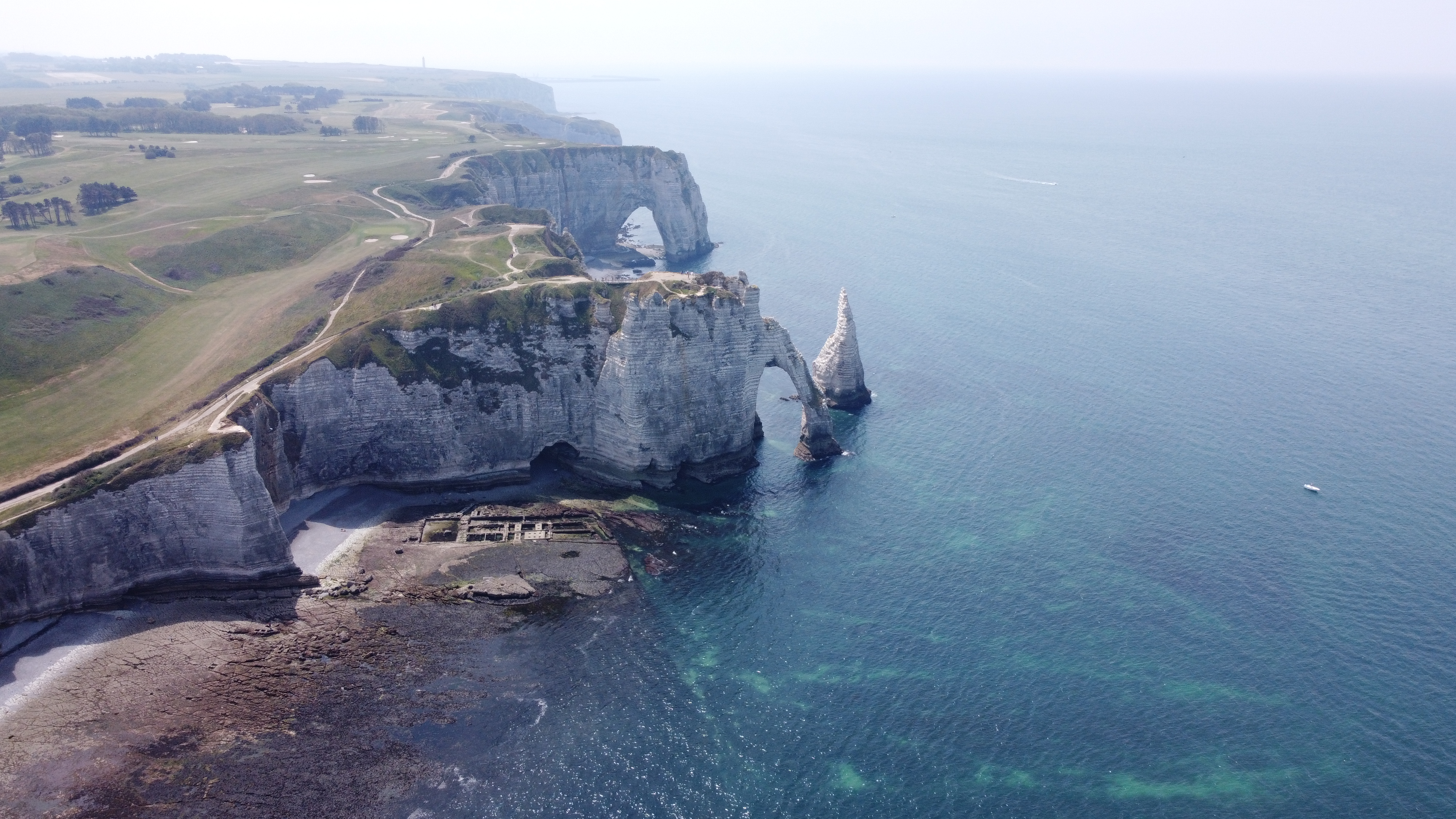
Klippe in Étretat
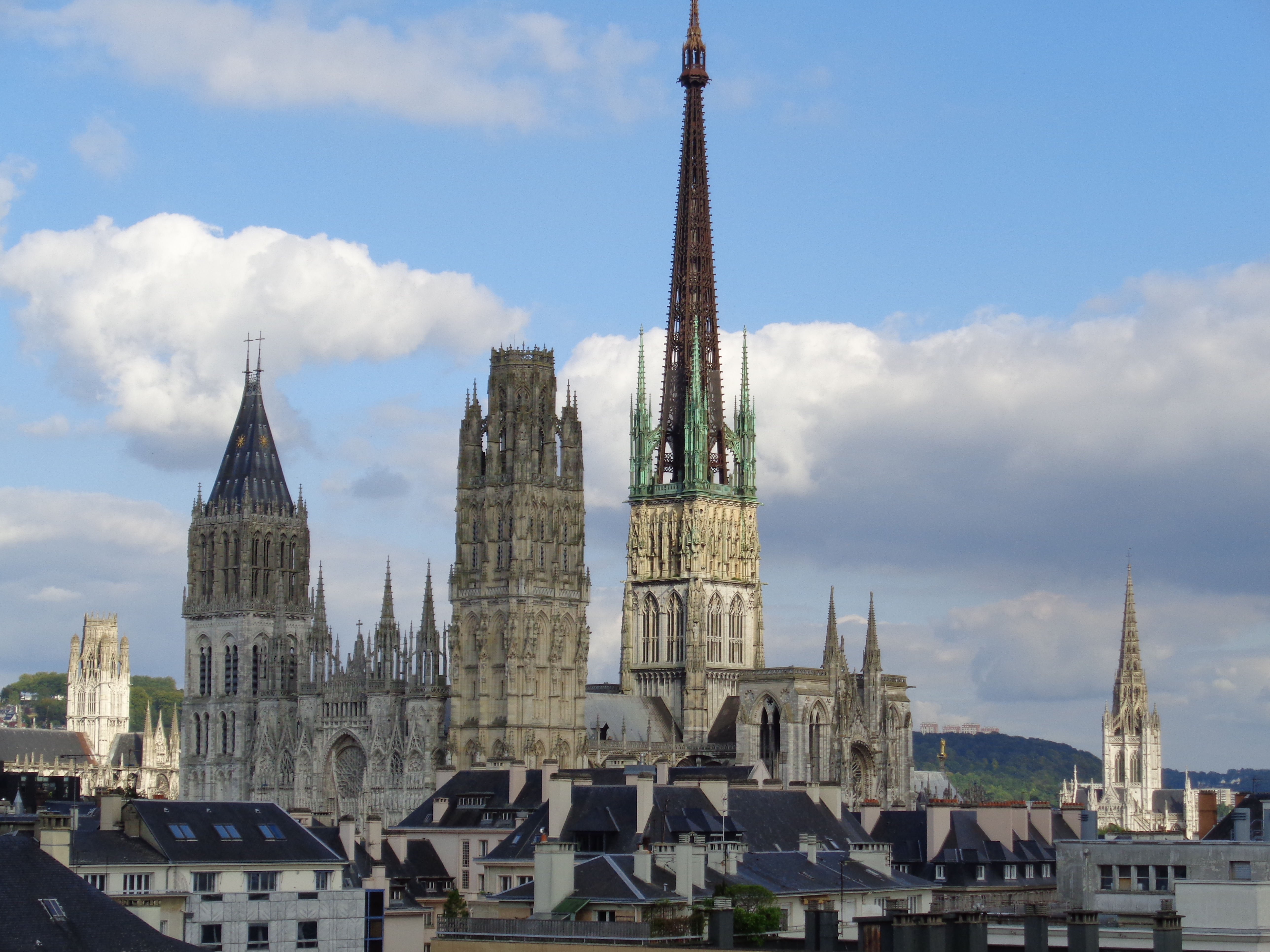
Kathedrale von Rouen

## UNESCO-Weltkulturerbe
Die Normandie kann mit vielen UNESCO-Sehenswürdigkeiten aufwarten.
Der Mont-Saint-Michel und seine Bucht, die moderne Stadt Le Havre, Vaubans Festungstürme auf der Halbinsel Cotentin, der Teppich von Bayeux und die Spitze von Alençon zählen zu den materiellen UNESCO-Sehenswürdigkeiten der Normandie. Der Karneval von Granville und der kulinarische Beitrag zur Gastronomie Frankreichs sind immaterielles UNESCO-Weltkulturerbe.